# 庄启传
庄启传（1952年9月—2018年7月11日），浙江丽水人，汉族，中华人民共和国企业家、政治人物，中国共产党党员，毕业于浙江广播电视大学法律专业。曾任纳爱斯集团董事长、总裁、党委书记，第九、十、十一届全国人民代表大会浙江地区代表、浙江省第七、八、十二、十三届人民代表大会代表、第一到四届丽水市人大常委会委员。

## 生平
1952年9月生于浙江省温州专区丽水县。1971年进入国营丽水五七化工厂（纳爱斯的前身）工作，历任班组长、销售员、供应组长、供销科副科长、科长、经营副厂长等职，1985年经厂内选举出任厂长，1987年3月加入中国共产党。
1989年，庄启传到香港考察。在他了解到一款具有独特香味和外形的英国产香皂成功进入亚洲市场后，庄启传于1991年回厂组织人员，模仿英国产香皂，引进瑞士技术进行生产。由于售价仅为同类产品的一半，因此受到了消费者的欢迎。该款香皂使用“纳爱斯”为名，这一名字是庄启传的父亲庄祖定（曾在丽水中学担任教师）定下来的，英文名称“NICE”，有“美好、善良”之意。

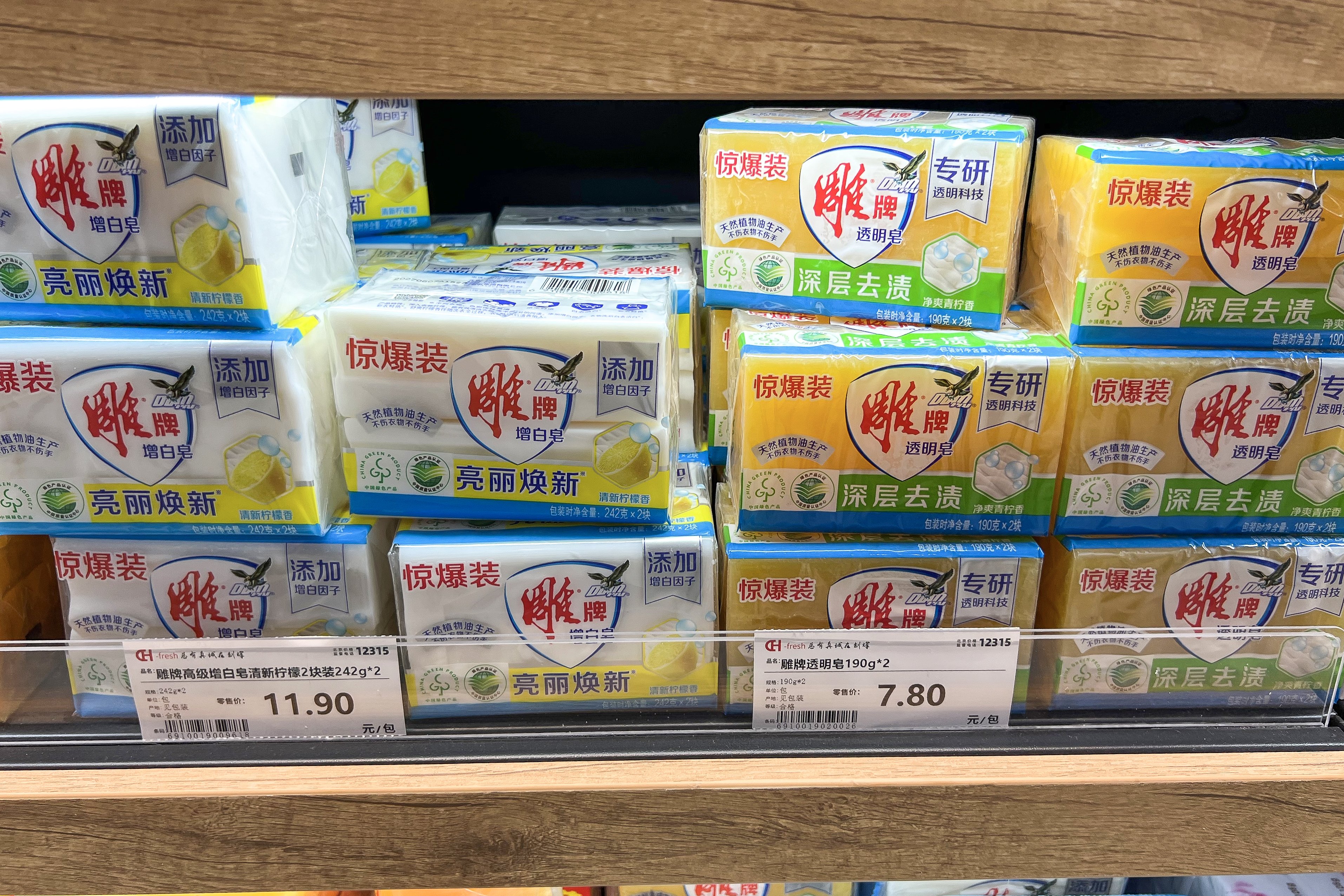
雕牌洗衣皂

1992年，庄启传名下的丽水化工厂与香港丽康发展有限公司合资，成立浙江纳爱斯日用化学有限公司。同年6月推出了“雕牌”超能皂，当时该产品在中国大陆知名度并不高。此后庄启传在《钱江晚报》上刊登“雕牌百万大赠送”的广告，读者可以将刊登纳爱斯广告的优惠券剪下来，前往浙江省内的任意一家百货公司即可领取到一块免费的雕牌超能皂。不久之后，雕牌超能皂在浙江电视台主频道刊播广告，以“肥皂新一代，什么都能洗”为广告语，迅速风靡浙江市场。
1994年1月28日，丽水化工厂股份制改造，股改后的企业定名为浙江纳爱斯化工股份有限公司，是丽水地区首家股份制企业。庄启传任党委书记、董事长兼总经理。2001年纳爱斯集团成立，庄启传任纳爱斯集团党委书记、董事长兼总裁，2018年连任。此后纳爱斯业务开始扩展至洗衣粉、洗洁精、天然皂粉、牙膏、洗发水、沐浴露等，同时涉及金融证券和房地产业，还兴建了中国最大的洗衣粉生产基地。宝洁、汉高也为纳爱斯贴牌生产。他同时兼任中国洗涤用品工业协会副理事长，全国肥皂专业委员会主任委员。庄启传任内完成了多项收购案，如收购英属中资公司旗下香港裕睗、莱然等品牌、蚊香品牌李字和台湾日化品牌妙管家。任内纳爱斯发展迅速，成为丽水市国内生产总值的首要来源。
2018年7月11日庄启传因病去世，享年65岁。逝世后，纳爱斯集团成立治丧委员会，并定于7月15日6时30分在丽水市举行追悼会。

## 荣誉
曾先后获得“全国劳动模范”、“中国化妆品工业终身成就奖”、“中国洗涤用品行业领军人物”、“十大浙商风云人物”等荣誉称号。